# 柯林斯试剂
柯林斯试剂是一种三氧化铬和吡啶在二氯甲烷中的络合物。
 
它常用于选择性的氧化伯醇成为醛，并可以耐受分子内的其他的官能团
它常用于琼斯试剂和氯铬酸吡啶盐（PCC）的替代品，用于选择性氧化仲醇为酮，对于双键和硫醚不作用，其反应机理是自由基消除反应，Cr提供自由基。另外，柯林斯试剂对于酸性敏感的化合物的氧化非常有效。由于非常容易潮解且在制备中容易燃烧，这种络合物既难于制备且具一定危险性。在反应中，通常加入六个当量的试剂以使得反应可以进行完全。现在，PCC和PDC已广泛的替代柯林斯试剂。